# Península de Leizhou
La península de Leizhou o Bandao Leizhou (en chino tradicional, 雷州半島; en chino simplificado, 雷州半岛; pinyin, léizhōu bàndǎo) es una península de Asia oriental que se adentra en aguas del mar de China Meridional, localizada en la parte más meridional de la provincia de Cantón, en el sur de la República Popular China.

## Geografía
La península de Leizhou, con una superficie de cerca de 8500 km², es la tercera península más grande de China y está situada en el extremo suroeste de Cantón, teniendo al oeste el golfo de Tonkin y en el sur el ancho estrecho de Qiongzhou, de 30 km, que la separa de la gran isla de Hainan. En la península está el punto más meridional de la China continental.
Geológicamente, las terrazas de basalto representan el 43 % de la superficie de la península. El resto se divide entre terrazas marinas (27 %) y llanuras aluviales (17 %). La península de Leizhou está salpicada por unos pocos volcanes inactivos, playas y bajas llanuras diluviales.

### Ciudades
- Zhanjiang, ciudad portuaria en la costa oriental

## Clima
La península se encuentra en la zona tropical de China meridional. La región se encuentra bajo la influencia de los  monzones continentales del noreste y de los monzones marítimos del sureste y suroeste. Se producen ocasionalmente tifones, tanto procedentes del Pacífico como del  mar de China Meridional. Las precipitaciones anuales son de 1400-1700 mm.